# Saint Lucia na Letnich Igrzyskach Olimpijskich 2004
Saint Lucia na Letnich Igrzyskach Olimpijskich 2004 była reprezentowana przez 2 zawodników (1 mężczyzna, 1 kobieta).
Ekipa kraju brała udział w Igrzyskach trzeci raz (1996, 2000).

## Pływanie
- 100 m motylkiem: Natasha Sara Georgeos – 38. miejsce

## Lekkoatletyka
- Maraton: Zepherinus Joseph – 80. miejsce